# Johnathan Silberstein-Loeb
Jonathan Silberstein-Loeb est un universitaire et historien américain, spécialiste des médias.

## Biographie
Après des études secondaires à Waterville, dans le Maine, Jonathan Silberstein-Loeb, rédige une thèse sur Max Ascoli, fondateur du magazine "The Reporter", qui avait dénoncé le ségrégation raciale aux États-Unis dans les années 1950. Puis il est diplômé d'un doctorat en histoire, à Cambridge, en Angleterre et enseigne au Keble College, d'Oxford.
Il se fait connaitre de la communauté universitaire britannique pour ses recherches sur les agences de presse, en particulier Reuters et l'Associated Press.